# Nikolaj Ivanovič Seljavin
Nikolaj Ivanovič Seljavin (rusko Николай Иванович Селявин), ruski general, * 1774, † 1833.
Bil je eden izmed pomembnejših generalov, ki so se borili med Napoleonovo invazijo na Rusijo; posledično je bil njegov portret dodan v Vojaško galerijo Zimskega dvorca.

## Življenje
Leta 1790 je kot vodnik vstopil v Jekaterinoslavski grenadirski polk in 19. februarja 1797 je bil kot podporočnik premeščen v Azovski mušketirski polk. V njegovi sestavi se je udeležil italijansko-švicarske kampanje. Bil je hudo ranjen, tako da so ga Francozi zajeli. 
V ujetništvu je ostal pol leta, nato pa se je vrnil v polk; kot stotnik je bil nato premeščen v oskrbovalno službo. Udeležil se je tudi vojne tretje koalicije in rusko-švedske vojne (1808-09). 15. septembra 1811 je bil povišan v polkovnika. 
Med patriotsko vojno je bil vodja izobraževanja v oskrbovalnem oddelku poveljnika 1. zahodne armade; decembra 1812 se je vrnil v aktivno vojaško službo kot v.d. načelnika generalštaba. Za zasluge pri pripravi bojnih načrtov je bil 4. oktobra 1813 povišan v generalmajorja. Po vojni se je vrnil v oskrbovalno službo. 
22. avgusta 1826, na dan ustoličenja carja Nikolaja I., je bil povišan v generalporočnika. Leta 1826 je postal podpredsednik carske pisarne. 